# Кряж Іван Захарович
Іван Захарович Кряж (1905, село Герсеванівка, тепер Лозівського району Харківської області — 24 березня 1967, смт Велика Новосілка Великоновосілківського району Донецької області) — український радянський діяч, голова Авдіївського райвиконкому, 1-й секретар Старомлинівського і Великоновосілківського райкомів КПУ Донецької області. Герой Соціалістичної Праці (26.02.1958).

## Біографія
Народився в селянській родині. У 1926 році закінчив агрономічну школу сільської молоді.
У 1926—1927 роках — рільник-агротехнік при Славгородській професійній школі на Дніпропетровщині.
У 1927—1931 роках — студент Одеського сільськогосподарського інституту.
У 1931—1932 роках — дільничний агроном Бабчинецької машинно-тракторної станції (МТС) на Вінниччині.
У 1932—1938 роках — старший агроном Старокаранської МТС Донецької області; старший агроном Авдіївської МТС Донецької області.
У 1938—1939 роках — головний агроном Авдіївського районного земельного відділу Сталінської області.
У 1939—1941 роках — заступник голови, голова виконавчого комітету Авдіївської районної ради депутатів трудящих Сталінської області.
Член ВКП(б) з 1940 року.
З 1941 року — на партійно-політичній роботі у лавах Червоної армії, учасник німецько-радянської війни. Після демобілізації з армії повернувся в Авдіївку.
До 1948 року — голова виконавчого комітету Авдіївської районної ради депутатів трудящих Сталінської області.
У 1948—1959 роках — 2-й секретар, 1-й секретар Старомлинівського районного комітету КПУ Сталінської області.
У 1959—1962 роках — 1-й секретар Великоновосілківського районного комітету КПУ Сталінської (Донецької) області. У 1962—1965 роках — секретар партійного комітету Великоновосілківського виробничого колгоспно-радгоспного управління Донецької області. У січні 1965 — 24 березня 1967 року — 1-й секретар Великоновосілківського районного комітету КПУ Донецької області.

## Нагороди
- Герой Соціалістичної Праці (26.02.1958)
- орден Леніна (26.02.1958)
- орден Трудового Червоного Прапора
- медалі